# Giorgos Ntoskas
Georgios Ntoskas (in greco Γιώργος Ντόσκας?; New York, 11 novembre 1984) è un allenatore di pallanuoto ed ex pallanuotista greco.